# Греческий йогурт
Фильтрованный йогурт, йогуртовый сыр, лабанэ (араб. لبنة‎, ивр. לבנה‎) дахи, болг. цедено кисело мляко или греческий йогурт — тип йогурта, сцеженного через ткань или бумажный фильтр с целью устранения сыворотки, что придаёт среднюю консистенцию между йогуртом и сыром, сохраняя характерный кислый вкус йогурта.

## Общая характеристика
Фильтрованный йогурт является традиционным блюдом восточно-средиземноморской, ближневосточной и южноазиатской кухни, где он часто используется для приготовления других блюд из-за способности не сворачиваться при высоких температурах. Однако сегодня, как и большинство йогуртов, фильтрованный йогурт часто производят из молока, обогащённого испарением части воды, или с добавлением жира или сухого молока.
В Западной Европе и США фильтрованный йогурт стал популярным, поскольку имеет плотную структуру и характеризуется гораздо более низким содержанием жиров по сравнению с обычным йогуртом. Кроме того, во время фильтрации йогурт лишается сыворотки, а потому содержит больше белков и меньше сахара и углеводов.

## Производство в разных странах
На Западе «греческий йогурт» стал синонимом фильтрованного йогурта благодаря маркетинговому успеху греческой компании FAGE (греч.). Она и несколько других крупных молочных греческих компаний (в частности MEVGAL, EVGA) экспортируют свою продукцию в десятки стран по всему миру и имеют официальное представительство в Западной Европе и США.
Йогурты, подобные греческому, выпускаются и в других европейских странах, однако они в основном уплотняются путём добавления загустителей, а даже если и производятся по традиционной греческой технологии, производятся из местного молока, а не греческого.
В Греции процеженный йогурт (греч. στραγγιστό γιαούρτι) традиционно изготавливали из овечьего молока. В последние годы в промышленности всё чаще используется коровье молоко. Греки широко используют процеженный йогурт в повседневной кухне, главным образом как основу для закуски дзадзики и десертов с добавлением мёда, вишнёвого или персикового сиропа или джемов.